# Millsboro
Millsboro – miasto w Stanach Zjednoczonych, w stanie Delaware, w hrabstwie Sussex.